# 雷克西·邁納基
雷克西·羅納德·邁納基（1968年3月9日—），印尼前男子羽球运动员。他在1996年亞特蘭大奧運會搭檔里奇·蘇巴吉亞贏得男子雙打金牌。2017年1月，他被選為泰國國家隊的新主教練。2021年12月1日成为马来西亚国家羽毛球队副总监。

## 簡歷
在1990年代，雷克西·邁納基和同胞里奇·蘇巴吉亞組成了這十年中國際上最成功的男子雙打組合。兩者都以其速度和力量著稱，邁納基和蘇巴吉亞共同贏得了超過30個國際冠軍，包括至少一次羽毛球的所有主要錦標賽。他們的主要勝利包括1996年亞特蘭大奧運會的金牌，1995年在瑞士洛桑舉行的兩年一度的IBF世界錦標賽，以及1995年和1996年的古老的全英公開錦標賽。他們的其他勝利還包括中國（1992年）、印尼（1993年、1994年、1998年、1999年）、馬來西亞（1993年、1994年、1997年）、韓國（1995年、1996年）和丹麥（1998年）等公開賽，以及世界羽球大獎賽（1992年、1994年、1996年）、羽球世界盃（1993年、1995年、1997年）和四年一度的亞運會（1994年、1998年）。
邁納基和蘇巴吉亞是1997年格拉斯哥IBF世界錦標賽的銅牌得主。他們在1992年和2000年奧運會的四分之一決賽中被淘汰出局。邁納基與另一位印尼雙打大師吳俊明一起贏得了2000年亞洲羽毛球錦標賽冠軍。他是1994年、1996年、1998年和2000年連續四屆湯姆斯盃（男子團體賽）世界冠軍印尼隊的成員。
邁納基結束職業生涯後成為了一名教練。他擔任過馬來西亞國家隊的雙打教練，最大的成就是培養了古健傑和陳文宏。他帶領兩人在2006年多哈亞運會贏得男子雙打金牌。
2017年，擔任泰國國家羽毛球隊总监。2021年正式成为马来西亚国家羽毛球队副总监。